# Acarí-Seidenäffchen
Das Acarí-Seidenäffchen (Mico acariensis, Syn.: Callithrix acariensis) ist eine Primatenart aus der Familie der Krallenaffen.

## Merkmale
Acarí-Seidenäffchen sind relativ große Vertreter der Seidenäffchen, sie erreichen eine durchschnittliche Kopfrumpflänge von 24 Zentimetern, eine Schwanzlänge von 35 Zentimetern und ein Gewicht von rund 420 Gramm. Ihr seidiges Fell ist am Rücken weiß gefärbt und wird nach hinten zunehmend grauer. Der Bauch ist leuchtend orange gefärbt, auch die Pfoten und die Schwanzwurzel sind orange. Der Schwanz, der deutlich länger als der Rumpf ist, ist schwarz. Das unbehaarte Gesicht ist fleischfarben, zwischen den Augen und am Kinn sind schwarze Flecken. Wie bei allen Krallenaffen befinden sich an den Fingern und Zehen (mit Ausnahme der Großzehe) Krallen statt Nägeln.

## Verbreitung und Lebensraum

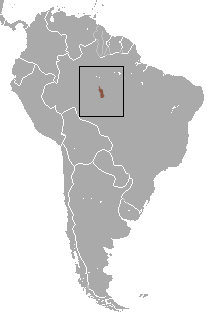
Verbreitungsgebiet (braun)

Acarí-Seidenäffchen bewohnen ein kleines Gebiet im Amazonasbecken im brasilianischen Bundesstaat Amazonas. Die genauen Ausmaße ihres Verbreitungsgebietes sind nicht bekannt, es liegt östlich des Rio Madeira im Bereich der Flüsse Rio Acarí (dem sie auch ihren Namen verdanken) und Rio Sucundurí. Ihr Lebensraum sind tropische Regenwälder.

## Lebensweise
Über die Lebensweise der Acarí-Seidenäffchen ist wenig bekannt, vermutlich stimmt sie mit der der übrigen Seidenäffchen überein. Sie sind tagaktive Baumbewohner, die sich auf allen vieren und springend durch das Geäst bewegen. Sie dürften in Gruppen leben, die um ein fortpflanzungsfähiges Paar organisiert sind. Die Nahrung der Seidenäffchen besteht aus Früchten, Insekten und Baumsäften, wofür ihre Zähne wie bei allen Marmosetten spezialisiert und an das Annagen der Baumrinde angepasst sind.

## Gefährdung
Acarí-Seidenäffchen bewohnen ein abgelegenes, kaum von Menschen bewohntes Gebiet. Auch aufgrund der Unklarheiten über das Verbreitungsgebiet lassen sich zum Gefährdungsgrad keine genauen Angaben machen. Die IUCN listet die Art unter „zu wenig Daten vorhanden“ (data deficient).